# Finn Laudrup
Finn Laudrup (født 31. juli 1945 på Frederiksberg) er dansk tidligere landsholdsspiller i fodbold og er far til de tidligere landsholds-spillere Michael og Brian Laudrup, og farfar til Andreas, Mads, Rebecca, Nicolai og Rasmine Laudrup. Finn Laudrup har spillet 20 landskampe for Danmark, hvori han har scoret 6 mål.
Han debuterede i hjemmekampen mod Ungarn (0-2). Finn Laudrup på 21 år spillede på favoritpladsen som højre innerwing. Som Bjerre var han med i hele 1967-sæsonen og forsvandt så til udlandet.
Finn Laudrup har spillet i Vanløse IF, Wiener Sport-Club, Brønshøj Boldklub, KB og Brøndby IF.